# تشارلز سومرفيل
تشارلز سومرفيل (بالإنجليزية: Charles Somerville)‏ هو سياسي كندي، ولد في 9 سبتمبر 1856، وتوفي في 28 مارس 1931.